# 오기정 (이시카와현)
오기정(小木町)은 이시카와현 스즈군에 설치되었던 정이다. 현재의 노토정에 해당한다.